# ダミアンのいんちきパパ
『ダミアンのいんちきパパ』(Damien)はコメディ・セントラルのテレビシリーズサウスパークのエピソード。初回放送は1998年2月4日。

## あらすじ
授業中、カートマンが自分の誕生日パーティーを開くといっていると、ギャリソン先生が転校生を紹介してきた。ダミアンと名乗る転校生は、自分は地獄の第7階層（ギャリソン先生はアラバマ州と解釈した）の出身で、世界の終末は近づき、自分の父であるサタンによる新たな世界が始まると告げた。誕生日パーティーに誘ってやらないとカートマンがなじると、ダミアンは瞳から炎を輝かせ、テレキネシスでカートマンの机を窓の外へ飛ばした。それを見たギャリソン先生はダミアンに休憩が必要か尋ねた。
昼食時、スタンとカイルとケニーは、カートマンのパーティーの誘いについて話し合い、彼に特定のメガマンを買わされていることに気づいた。そこへダミアンがやってきたが、カイルたちにからかわれたのに腹を立て、ケニーをカモノハシにした後、キリストに会わせろと言いながらカフェテリアを荒らした。
カイルらがキリストに会いにいっている間、カートマンは自分のプレゼントリストを変更し、特定のメガマンのアクションフィギュアを買わせた上で合体させ、ウルトラ・メガ・メガ・マンを完成させようとしていた。
そのころ、ダミアンの怒りは休み時間になっても収まらず、運動場は荒れていた。そこへキリストがやってきて、サタンに会わせるよう求めたところ、町中の人間が運動場に集まってきた。サタン自身は姿を現さなかったものの、ダミアンを通して、翌日最終決戦を行うことを宣伝した。ジンボはブッキーへ試合を賭けに行き、ほかの人々もそれについていった。決戦は South Park Forum で行われることになり、その様子は49.95ドルを払えば、ペイ・パー・ビューで見られるようになっていた。
カートマンは自分の誕生日と試合が同じ日に行われることに腹を立てた。
町の人々は当初キリストにかけていたが、体重測定が行われた際サタンがあまりにも大きいと分かったため、サタンに賭けた。
子どもたちはキリストの特訓につきあい、シェフとスパーリングを行わせたが、シェフはうっかりキリストを一発で殴り倒してしまった。
誕生日パーティーの際、ダミアンとピップは招待されていないのにもかかわらず、カートマンの自宅へやってきた。その場にいたカイルらを楽しませるために、ダミアンは地面から炎を噴出させ、そこから出てきた悪霊にピップを投げ飛ばさせて彼を花火にして、カートマンに受け入れられた。
カートマンはスタンとウェンディからのプレゼントに喜んだが（箱を開ける前カートマンは中身を知らないように見せかけた）、カイルが頼まれたレッドメガマンが売り切れだったから代わりにアンツ・イン・パンツをあげたら、カートマンが怒ってパーティーを中止させた。そのため、カイルらは試合会場に向かうことにした。
試合は、ベルトより下は狙わない、つかまない、奇跡を使わないというルールの下で行われており、サタンはキリストからパンチを食らった後に殴り返した。しかし、キリストは街の人々の信仰が失われていることにショックを受けて戦意を喪失しかけてしまった。そこへ駆け付けたスタンが「ナンシー・ケリガンは一番になるまであきらめなかった」と励ましてきた。（このときカイルがリレハンメルオリンピックのトーニャ・ハーディング事件を踏まえた上で、「ケリガンは銀メダルを取ったじゃないか」と突っ込みを入れた。）
スタンが"Don't try to be a great man, just be a man." と伝えたところ、キリストが誰が言ったか尋ねてきたが、スタンはすぐにスタートレックからの引用だと訂正した。スタンの言葉を受けたキリストは、サタンに拳を突き上げた。サタンはそのまま起きず、キリストの勝利となった。サタンが八百長をしていただけでなく、キリストに賭けていたことも判明し、掛け金を巻き上げられたこともあって、観客からブーイングが巻き起こった。そこへスタンがサタンに賭けるなといったキリストの言葉を信じなかった皆が悪いと喝破し、人々はキリストに詫び彼を信じると誓った。そんな中ジンボは、自分の方へ向かってきたからと、会場にいたカモノハシを撃ち殺してしまった。
その後、カートマンはパーティーが台無しになったことでふさぎこみ、訪問客の持ってきた食べ物をほとんど食べてしまった。母親におかわりがいるかと尋ねられた時は、もどしそうになっていた。

## 備考
後にこのシリーズのサブキャラの一人となるサタンが初めて登場した回である。オリジナル版のサタンの声は、トレイ・パーカーが当て、パーカーは1992年のホラー映画『ヘルレイザー2』のピンヘッドが善人だった前世のころの妻を思い出した頃の声にインスパイアを受けた。(なお、日本語版は松尾貴史がサタンの声を当てた。)
アニメーターたちは「サタンに合わせる方法はたくさんあり、長い時間をかけてそれを見つけることができなかった」というパーカーの言葉に、何枚かドラフトを描いた。大きくがっしりとした体格はサタンがキリストに勝るようにするために必要とされ、このシリーズ全体を通して持続された。
ダミアン本人もこの回が初登場となったが、その後の回では、背景キャラクターとして登場したり、何か一言話したとしてもこの回のような言動は取らなかった。元になったキャラクターは、1976年のホラー映画『オーメン』の重要人物ダミアン・ソーンで、ダミアンが自身の魔力を使う際の音楽も、『オーメン』からインスパイアを受けたものである。その音楽の歌詞は「ケツの神よ〜」といった下品な言葉をラテン語にしたものが使われている。
この回はパーカーとストーンが初めて学校のカウンセラーであるマッケイと地元の宗教指導者マキシ神父が初めて登場した回ではあるが、実際の放送順序と制作順序が逆であるため、この回の前に放送された『おしゃべりウンチのMr.ハンキー』にも登場している。キリストはこの回以前にも登場しているが, この回ではじめて人生相談番組「イエスと仲間たち」の外側が描かれ、パーカーは「そのキャラクターがキリストを狂信する人で、この番組が実際のキリストを描いているんだな」と多くの視聴者が思っているだろうと話した
マイケル・バッファーに付け加え、ドン・キング がサタン側のプロモーターとして登場している。
パーカーいわく、「毎週自分たちをイラつかせる。とてもでたらめだ、不満を言う余地はない。我々は彼が一個人であることを断固として否定している。」という理由でキングをからかうために登場させたとのことオリンピックのフィギュアスケート選手 ナンシー・ケリガンが,リレハンメルオリンピックでトーニャ・ハーディングにけがを負わされたという事件は、スタンがキリストを元気づける場面で用いられた。スタンはケリガンが金メダルを取るまであきらめなかったと話したところで、 ケリガンはその前に銀メダルをとっただろとカイルに突っ込まれた。パーカーがケリガンのことを話題にしたのは、彼がアメリカ人の間で、ケリガンが実際は2番しか取れなかったという意識が強いためであると感じたためである 
この間、スタンはキリストが 「偉大な人間になろうとするな、ただの人間でいいんだという言葉がある」と昔言ったじゃないかと言ったが、 この発言は1996年の映画『スタートレック ファーストコンタクト』からの発言との取り違いである." 。
カートマンが誕生日にすべてのラインナップを欲しがったメガマンは日本のテレビゲームキャラクターであるロックマンを指している。ただし、メガマンという名前が付いてはいるが、多色フィギュアという点においては、1993年に放送開始されたマイティ・モーフィン・パワーレンジャーに近い。脚本家はパワーレンジャーだとすぐにわかるような描写を行ったが、コメディ・セントラルがパーカーとストーンに著作権に引っ掛かるからと、メガマンに名前が変更された。
カートマンが受け取ったen:Ants in the Pantsは、実在のボードゲームである。ストーンはこのゲームの Ants in the Pantsというタイトルが『もっともしょぼい』ということで、カートマンがこのプレゼントを乱暴に扱った理由にあてはめたとした。